# Paulo César Baruk
Paulo César Baruk (São Bernardo do Campo, 23 de janeiro de 1976) é um cantor, compositor e produtor musical evangélico. Iniciou sua carreira em sua adolescência fazendo backing vocais, tocando instrumentos. Em sua carreira musical, gravou mais de dez álbuns, e também foi indicado ao Grammy Latino em 2010 com o álbum Multiforme, além de ser indicado no Troféu Promessas em diversas categorias.
Baruk começou na música ainda adolescente, integrando corais, bandas e orquestras como instrumentista. Aos dezoito anos já gravava em estúdio fazendo backing vocal em vários CDs evangélicos e seculares. Em 2012, foi novamente indicado ao Grammy Latino com o álbum Eletro Acústico 3, lançado em 2011.

## Vida privada
Até 2018, o cantor era filiado à Igreja Presbiteriana Redenção (uma igreja federada à Igreja Presbiteriana do Brasil).
Em 2018, o cantor se tornou membro da Igreja Batista Água Branca.

## Discografia
Álbuns de estúdio
- 1997: Algo Mais
- 1999: Em Tua Presença
- 2001: Quanto Amor
- 2003: Diferente
- 2006: Dependente
- 2009: Piano e Voz... Amigos e Pertences
- 2010: Multiforme
- 2013: Entre
- 2014: Graça
- 2015: Graça Quase Acústico (rs)
- 2015: Graça para Ninar
- 2020: Ainda em 2020
- 2022: Cânticos I

Álbuns ao vivo
- 2005: Louvor Eletro Acústico
- 2008: Louvor Eletro Acústico 2
- 2011: Eletro Acústico 3
- 2016: Graça ao Vivo
- 2017: Piano e Voz, Amigos e Pertences 2
- 2019: Lado Único
- 2023: Louvor à Luz da Lua

## Produções musicais
- Comunhão e Adoração 6 - Adhemar de Campos - 2007[9]
- O Importante é Amar - Mara Maravilha - 2008
- Fidelidade - Danielle Cristina - 2009
- Glorifica (Ao Vivo) - Liz Lanne - 2011
- Som do Amor - Cristina Mel - 2011[10]
- Sempre Confiarei - Joe Vasconcelos - 2011[11]
- Sonhos Não Têm Fim - Eyshila - 2011[12]
- Novos Horizontes - Brenda - 2012
- Céu na Terra - Soraya Moraes - 2013
- Senhor do Tempo - Eliane Silva - 2013[13]
- É Só Adorar - Danielle Cristina - 2014[14]